# 박준형 (가수)
박준형(본명:  Joon Park, 1969년 7월 20일 ~ )은 한국계 미국인 래퍼이자 배우이며, god의 멤버이다.

## 학력
- 롱 비치 캠퍼스 그래픽디자인학과 (학사)

## 출연작

### 영화
| 연도 | 제목                  | 역할          | 비고     |
| ---- | --------------------- | ------------- | -------- |
| 1997 | 나쁜 영화             | 진정한 댄서   |          |
| 2007 | 스피드 레이서         | 야쿠자 운전수 |          |
| 2009 | 드래곤볼 에볼루션     | 야무치        |          |
| 2020 | 미스터 주: 사라진 VIP | 독수리 목소리 |          |
| 2023 | 좋.댓.구              | 와썹맨        | 특별출연 |

### 드라마
| 연도 | 방송 | 제목               | 역할            | 비고        |
| ---- | ---- | ------------------ | --------------- | ----------- |
| 1998 | SBS  | 순풍 산부인과      | 박준형          |             |
| 2013 | TNT  | 다크블루           | 신              | 미국 드라마 |
| 2014 | MBC  | 운명처럼 널 사랑해 | 이건의 회사모델 | 특별출연    |
| 2015 | tvN  | 미생물             | 장그래의 스승   | 특별출연    |

### 예능
- 2000년 MBC 《god의 육아일기》
- 2001년 MBC 《특집 god의 육아일기》
- 2014년 MBC 《무한도전》
- 2014년 KBS2 《유희열의 스케치북》
- 2014년 tvN 《오늘부터 출근》
- 2014년 SBS 《룸메이트》
- 2014년 tvN 《SNL 코리아》
- 2015년 MBC 《애니멀즈》
- 2015년 XTM 《닭치고 서핑》
- 2015년 SBS 《정글의 법칙》
- 2015년 채널A 《부르면 갑니다 머슴아들》
- 2016년 KBS2 《나를 돌아봐》
- 2016년 KBS2 《우리동네 예체능》
- 2016년 SBS 《보컬 전쟁: 신의 목소리》
- 2016년 KBS1 《우리말 겨루기》
- 2016년 KBS2 《수상한 휴가》
- 2016년 SBS 《정글의 법칙》
- 2016년 엠넷 《힛 더 스테이지》
- 2016년 엠넷 《너의 목소리가 보여 시즌 3》
- 2016년 MBC 《미스터리 음악쇼 복면가왕》
- 2016년 JTBC 《김제동의 톡투유 - 걱정 말아요! 그대》
- 2016년 JTBC 《이달의 행사왕》
- 2017년 TV조선 《스타쇼 원더풀데이》
- 2017년 MBC 《마이 리틀 텔레비전》
- 2017년 MBC 《미스터리 음악쇼 복면가왕》
- 2017년 SBS 《동상이몽 2 - 너는 내 운명》
- 2017년 MBC 《은밀하게 위대하게》
- 2017년 엠넷 《너의 목소리가 보여 시즌 4》
- 2018년 엠넷 《너의 목소리가 보여 시즌 5》
- 2018년 MBC 《두니아 처음 만난 세계》
- 2018년 JTBC 《같이 걸을까》
- 2018년 JTBC 《뭉쳐야 뜬다》
- 2019년 tvN 《슈퍼히어러》
- 2019년 MBC 《신기루 식당》
- 2019년 JTBC 《괴팍한5형제》
- 2021년 MBC 《황금어장 라디오스타》
- 2022년 MBC 《황금어장 라디오스타》
- 2023년 JTBC 《아는형님》
- 2023년 tvN 《놀라운토요일》
- 2024년 ENA 《지구마블 세계여행2》
- 2024년 MBC 《구해줘 홈즈》
- 2024년 tvN 《진실 혹은 설정: 우아한 인생》
- 2024년 XYOB
- 2025년 TV CHOSUN 《교환왔수다》

### 웹예능
- 2018년 유튜브 《와썹맨》

### CF 광고
- 1997년 오비라거 (박중훈, 최종원과 공동출연)
- 2014년 메이플스토리
- 2015년 edm유학센터
- 2017년 농심켈로그 프링글스 할라피뇨
- 2018년 모비 피구왕 통키 불꽃슛의 전설
- 2018년 LG유플러스
- 2018년 이니스프리
- 2018년 롯데리아 티렉스버거
- 2018년 한국마즈 스니커즈 다크
- 2018년 한화생명 온슈어
- 2018년 한국다케다제약 화이투벤
- 2019년 피자헛